# 로드 커루
로드니 클라인 "로드" 커루(Rodney Cline "Rod" Carew, 1945년 10월 1일 ~ )는 전 메이저 리그 베이스볼 1루수, 2루수이자 코치이다. 그는 미네소타 트윈스와 캘리포니아 에인절스에서 1967년부터 1985년까지 뛰었고, 마지막 시즌을 제외하고 18시즌 연속으로 올스타전에 출전했다. 1991년, 그는 미국 야구 명예의 전당에 입성했다.